# مرد و مرد

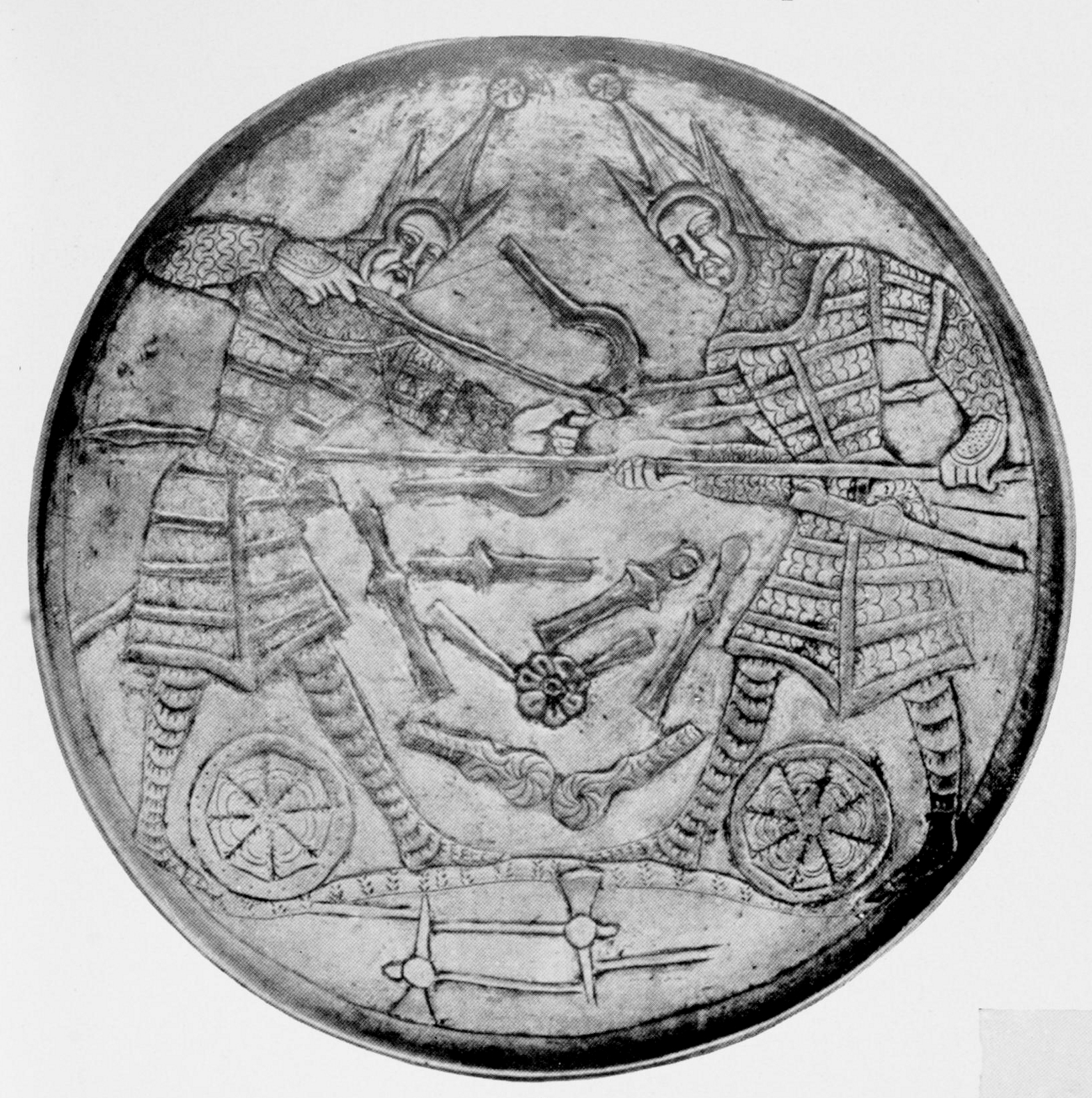
"قاب کولاگیش" سغدی، که یک صحنه جنگ تن‌به‌تن قهرمانانه را به تصویر می‌کشد که منجر به مرگ هر دو طرف می‌شود.

مرد و مرد (به انگلیسی: Mard o mard) یک روش باستانی در جنگ‌های تن‌به‌تن بود که شاهنشاهی ساسانی بیشتر به دلیل استفاده از آن شناخته شده است. در طول نبرد، سپاهیان ساسانی با طعنه و فریاد جنگی، دشمن را به جنگ تن‌به‌تن با قهرمان ساسانی تحریک می‌کردند. این سنت برای ساسانیان اهمیت زیادی داشت - در سال ۴۲۱ میلادی، در خلال جنگ بهرام پنجم علیه رومیان در سالهای ۴۲۱–۴۲۲، اردزان، یکی از اعضای گارد جاویدان (ساسانی) در یک دوئل توسط آرئوبیندوس رومی کشته شد، که باعث شد بهرام پنجم به پذیرش شکست در جنگ و صلح با رومیان تن دهد.
در هنر ساسانی چندین تصویر مرد و مرد در نقش رستم و در تندیس والرین و شاپور یکم به جای مانده است.
جنگ‌های تن‌به‌تن در شاهنامه فردوسی نقل شده‌اند که نمونه بارز آن در داستان دوازده رخ است.